# Tvings landsfiskalsdistrikt
Tvings landsfiskalsdistrikt var 1918-1951 ett landsfiskalsdistrikt i Blekinge län, bildat när Sveriges indelning i landsfiskalsdistrikt trädde i kraft den 1 januari 1918, enligt beslut den 7 september 1917. När Sveriges nya indelning i landsfiskalsdistrikt trädde i kraft den 1 januari 1952 (enligt kungörelsen 1 juni 1951) upplöstes distriktet och dess område delades mellan landsfiskalsdistrikten Lyckeby och Nättraby.
Landsfiskalsdistriktet låg under länsstyrelsen i Blekinge län.

## Ingående områden

### Från 1918
Medelstads härad:
- Eringsboda landskommun
- Fridlevstads landskommun
- Sillhövda landskommun
- Tvings landskommun